# Formule 1 (waterskiën)
De Formule 1 is de hoogste klasse in het waterski racen met raceboten met een cilinderinhoud van maximum 9420 cc. Hierdoor wordt tot 1500 pk ontwikkeld, met snelheden tot meer dan 190km per uur.